# Asociación Académica de Coimbra

Símbolo de la Asociación Académica de Coímbra.

La Associação Académica de Coimbra (AAC, Asociación Académica de Coimbra) es la asociación de estudiantes de la Universidad de Coímbra. Fundada en Coímbra el 3 de noviembre de 1887 es la asociación de estudiantes más antigua de Portugal.

## Organización
La AAC está gobernada por la Direcção Geral (Dirección General), la cual está compuesta por estudiantes que concurren en diversas listas a las elecciones anuales que se celebran a finales del mes de noviembre; en estas elecciones tienen derecho a voto todos los estudiantes de la Universidad de Coímbra.
La función de la AAC es representar a los estudiantes y defender sus derechos; para estar más cerca de ellos cuenta con 26 núcleos de estudiantes, uno en cada facultad.
El deporte y la cúltura son pilares básicos en la asociación, por lo que cuenta con 25 secciones deportivas y 15 secciones culturales. Las secciones deportivas proporcionan al estudiante la posibilidad de hacer deporte y participan en diversas competiciones portuguesas. Las secciones culturales se encargan de organizar y promover actividades en la ciudad.
Además cuenta con 7 organismos autónomos.
El edificio principal de la AAC alberga las oficinas de todas estas secciones y cuenta además con salas de estudio, salas de ordenadores, biblioteca, teatro, tiendas y bar.

### Secciones Deportivas
- ajedrez
- atletismo
- automodelismo
- bádminton
- balonmano
- baloncesto
- béisbol
- boxeo
- culturismo
- deportes de motor
- deportes náuticos
- fútbol
- gimnasia
- halterofilia
- judo
- karate
- lucha
- natación
- patinaje
- pesca
- rugby
- taekwondo
- tenis
- tiro con arco
- voleibol

### Secciones Culturales
- ayuda al estudiante
- astronomía
- cine
- cultura portuguesa
- derechos humanos
- ecología
- fado
- filatelia
- gastronomía
- informática
- literatura
- periodismo
- radio
- televisión
- yoga

### Organismos Autónomos
- artes plásticas
- coral
- folclore
- fotografía
- fútbol profesional: A.A.C.
- teatro
- tuna

## Emblema
En junio de 1928 comienza a usarse el emblema actual de la AAC, diseñado por el estudiante de medicina Fernando Pimentel, ya que hasta esa fecha el emblema era una capa negra colgada de un mástil.
El emblema tiene forma de rombo y sobre fondo blanco, destacan en su interior las siglas AAC y la silueta de la torre del reloj de la Universidad de Coímbra. 

## Eventos
La AAC es la encargada de organizar dos importantes fiestas que simbolizan la apertura y el cierre del curso académico, la última semana de octubre se celebra la Latada y la primera semana de mayo la Queima das Fitas.
Además, los núcleos de estudiantes organizan fiestas durante todo el curso.